# 조분 이사금
조분이사금(助賁泥師今, ? ~ 247년, 재위: 230년 ~ 247년)은 신라의 제11대 임금이며, 벌휴이사금의 손자이다. 아버지는 골정(骨正), 혹은 홀쟁(忽爭) 갈문왕이며, 어머니는 구도(仇道) 갈문왕의 딸 옥모(玉帽)부인이다. 내해이사금의 사촌동생이자 사위이다. 조분은 키가 크고 태도가 아름다운 외모를 지녔으며, 일에 임할 때는 명쾌하고 결단력이 있었으므로, 나라사람들이 그를 경외하였다.

## 치세
230년 즉위함과 함께 연충(連忠)을 이찬에 임명, 군사를 정비한 뒤 이듬해 231년 음력 7월 이찬 석우로를 대장군으로 해 감문국을 쳐 병합했다. 232년 음력 4월에는 왜가 금성을 포위하니, 이사금이 친정하여 적을 격퇴하고 1천여를 죽이거나 사로잡았다. 233년 음력 5월 왜가 다시 동쪽을 노략하니 음력 7월에 이찬 석우로가 사도(沙道)에서 왜인과 싸우는데, 화공으로 왜인들의 배를 불태우고 적병을 수장시켰다.
236년 음력 2월에는 골벌국(骨伐國)의 아음부(阿音夫) 왕이 무리를 이끌고 와 신라에 항복하였다. 저택과 사유 경작지를 하사하여 그를 편안하게 해 주고, 그 땅은 군(郡)으로 삼았다.
240년에 백제가 침공하였다. 244년, 이찬 우로를 서불한(舒弗邯)으로 삼고, 지병마사(知兵馬事)를 겸하게 하였다. 245년 음력 10월에 고구려가 침공하였다. 석우로가 군사를 이끌고 나갔으나 고구려군에 패하고 마두책(馬頭柵)을 지켰다. 이는 신라본기에 기록된 신라에 대한 고구려의 첫 번째 침공이다.

## 기타
기림 이사금은 보통 그의 손자로 보나 이설도 있다. 삼국사기에는 기림 이사금이 조분 이사금의 손자라고 하며, 삼국유사의 왕력편에는 그의 손자라는 설과, 왕력편의 다른 대목에는 기림이사금이 조분의 둘째아들이라는 설이 있다.

## 가계
- 조부: 벌휴 이사금
  - 아버지: 석골정
- 외조부: 구도 갈문왕
- 외조모: 술례부인 박씨
  - 어머니: 옥모부인 김씨(玉帽夫人 金氏)

- 아버지: 석골정(昔骨正)
- 어머니: 옥모부인 김씨(玉帽夫人 金氏) - 구도 갈문왕(仇道 葛文王)의 딸.
  - 동생: 첨해 이사금(沾解泥師今)
- 왕후: 아이혜부인 석씨(阿爾兮夫人 昔氏) - 내해 이사금(奈解泥師今)의 딸.
  - 딸: 명원부인(命元夫人) - 내해 이사금의 장남 석우로에게 출가했으며, 우로는 명원부인의 삼촌으로 아이혜부인의 오빠 혹은 남동생
  - 딸: 광명부인(光明夫人) - 미추 이사금(味鄒泥師今)의 왕후
  - 아들(차남): 이찬 석걸숙(昔乞淑)
    - 손자: 15대왕 기림 이사금, 삼국사기에는 그의 손자 또는 증손자라 하나, 삼국유사에는 그의 손자라는 설과, 그의 둘째아들이라는 설이 같이 수록되어 있다.

  - 아들(삼남): 석지(昔祉)
- 후궁: 운소부인 박씨(운召夫人 朴氏) - 내음 갈문왕(奈音 葛文王)의 딸
  - 서자(장남): 유례 이사금(儒禮泥師今)

## 같이 보기
- 고구려
  - 동천왕 (227년 ~ 248년)
- 백제
  - 구수왕 (214년 ~ 234년)
  - 사반왕 (234년)
  - 고이왕 (234년 ~ 286년)
- 가야
  - 거등왕 (199년 ~ 253년)

## 참고 문헌
- 김부식 (1145). 〈권02 조분 이사금 條〉. 《삼국사기》.
- 한국학중앙연구원 > 한국민족문화대백과사전 (집필자: 신종원)

| 전 대 내해 이사금 | 제11대 신라 국왕 230년 - 247년 | 후 대 첨해 이사금 |